# Wit-Rusland op de Olympische Zomerspelen 2012
Wit-Rusland nam deel aan de Olympische Zomerspelen 2012 in Londen, Verenigd Koninkrijk.
Wit-Rusland won tijdens deze Spelen oorspronkelijk drie gouden, vijf zilveren en vijf bronzen medailles. Nadzeya Ostapchuk moest haar gouden medaille bij het kogelstoten inleveren, nadat ze was betrapt op het gebruik van doping. In een later stadium werden ook Maryna Shkermankova (-69 kg) en Iryna Kulesha (-75 kg) hun bronzen medaille behaald in het gewichtheffen ontnomen.

## Medailleoverzicht
| Sport       | Olympiër                                                      | Onderdeel                | Medaille |
| ----------- | ------------------------------------------------------------- | ------------------------ | -------- |
| Schietsport | Sergej Martynov                                               | 50m kkg liggend (m)      | Goud     |
| Tennis      | Viktoryja Azarenka Maks Mirni                                 | gemengd dubbelspel       | Goud     |
| Gymnastiek  | rsg team                                                      | rsg meerkamp team        | Zilver   |
| Kanovaren   | Aliaksandr Bahdanovitsj Andrei Bahdanovitsj                   | C2 1000m (m)             | Zilver   |
| Kanovaren   | Vadzim Machnew Raman Pjatroesjenka                            | K2 200m (m)              | Zilver   |
| Zwemmen     | Aleksandra Gerasimenia                                        | 50m vrij (v)             | Zilver   |
| Zwemmen     | Aleksandra Gerasimenia                                        | 100m vrij (v)            | Zilver   |
| Gymnastiek  | Ljoeboe Tsjarkasjina                                          | rsg meerkamp individueel | Brons    |
| Kanovaren   | Volha Khudzenka Iryna Pamialova Nadzeya Papok Maryna Pautaran | K4 500m (v)              | Brons    |
| Tennis      | Viktoryja Azarenka                                            | enkelspel (v)            | Brons    |

## Deelnemers en resultaten
(m) = mannen, (v) = vrouwen

### Atletiek
| Olympiër                                                                                                   | Onderdeel                | Resultaat | Prestatie |
| --- | ------------------------ | --------- | --------- |
| Anis Ananenka                                                                                              | 800m (m)                 |           |           |
| Maksim Lynsha                                                                                              | 110m horden (m)          |           |           |
| Dzmitry Platnitski                                                                                         | hink-stap-springen (m)   |           |           |
| Andrei Churyla                                                                                             | hoogspringen (m)         |           |           |
| Pavel Lyzhyn                                                                                               | kogelstoten (m)          |           |           |
| Andrej Michnevitsj                                                                                         | kogelstoten (m)          |           |           |
| Uladzimir Kazlou                                                                                           | speerwerpen (m)          |           |           |
| Pavel Kryvitski                                                                                            | kogelslingeren (m)       | DSQ       |           |
| Valery Sviatokha                                                                                           | kogelslingeren (m)       |           |           |
| Stanislau Tsivonchyk                                                                                       | kogelslingeren (m)       |           |           |
| Eduard Mikhan                                                                                              | tienkamp (m)             |           |           |
| Stsiapan Rahautsou                                                                                         | marathon (m)             |           |           |
| Dzianis Simanovich                                                                                         | 20 km snelwandelen (m)   |           |           |
| Ivan Trotski                                                                                               | 20 km snelwandelen (m)   |           |           |
| 50 km snelwandelen (m)                                                                                     |                          |           |           |
| |                          |           |           |
| Yuliya Balykina                                                                                            | 100m (v)                 |           |           |
| Svjatlana Oesovitsj                                                                                        | 400m (v)                 |           |           |
| Marina Arzamasova                                                                                          | 800m (v)                 |           |           |
| Natallia Kareiva                                                                                           | 1500m (v)                |           |           |
| Katsiaryna Paplauskaya                                                                                     | 100m horden (v)          |           |           |
| Alina Talai                                                                                                | 100m horden (v)          |           |           |
| Volha Astashka Yuliya Balykina Katsiaryna Hanchar Hanna Liapeshka Alena Neumiarzhitskaya Katsiaryna Shumak | 4×100m (v)               |           |           |
| Iryna Chljoestava Alena Kiyevich Hanna Tashpulatava Ilona Oesovitsj Svjatlana Oesovitsj Yulyana Yushchanka | 4×400m (v)               |           |           |
| Nastassia Mironchyk-Ivanova                                                                                | verspringen (v)          |           |           |
| Veronika Shutkova                                                                                          | verspringen (v)          |           |           |
| Volha Sudarava                                                                                             | verspringen (v)          |           |           |
| Anastasiya Shvedova                                                                                        | polsstokhoogspringen (v) |           |           |
| Kseniya Pryiemka-Dziatsuk                                                                                  | hink-stap-springen (v)   |           |           |
| Nadzeja Astaptsjoek                                                                                        | kogelstoten (v)          | dsq       | 21,36 m   |
| Janina Koroltsjik                                                                                          | kogelstoten (v)          |           |           |
| Natallja Michnevitsj                                                                                       | kogelstoten (v)          |           |           |
| Sviatlana Siarova                                                                                          | discuswerpen (v)         |           |           |
| Maryna Novik                                                                                               | speerwerpen (v)          |           |           |
| Alena Matoshka                                                                                             | kogelslingeren (v)       |           |           |
| Aksana Miankova                                                                                            | kogelslingeren (v)       |           |           |
| Yana Maksimava                                                                                             | zevenkamp (v)            |           |           |
| Volha Dubovskaya-Salevich                                                                                  | marathon (v)             |           |           |
| Sviatlana Kouhan                                                                                           | marathon (v)             |           |           |
| Nastassia Staravoitava                                                                                     | marathon (v)             |           |           |
| Hanna Drabenia                                                                                             | 20 km snelwandelen (v)   |           |           |
| Nastassia Yatsevich                                                                                        | 20 km snelwandelen (v)   |           |           |

### Badminton
| Olympiër        | Onderdeel     | Resultaat | Prestatie |
| --------------- | ------------- | --------- | --------- |
| Alesia Zaitseva | enkelspel (v) |           |           |

### Boksen
| Olympiër             | Onderdeel                     | Resultaat | Prestatie |
| -------------------- | ----------------------------- | --------- | --------- |
| Vazgen Safaryants    | lichtgewicht [-60 kg] (m)     |           |           |
| Mikhail Dauhaliavets | halfzwaargewicht [-81 kg] (m) |           |           |
| Siarhei Karneyeu     | zwaargewicht [-91 kg] (m)     |           |           |

### Boogschieten
| Olympiër              | Onderdeel | Resultaat | Prestatie |
| --------------------- | --------- | --------- | --------- |
| Katsiaryna Timofeyeva | vrouwen   |           |           |

### Gewichtheffen
| Olympiër             | Onderdeel   | Resultaat | Prestatie |
| -------------------- | ----------- | --------- | --------- |
| Andrei Rybakou       | -85 kg (m)  |           |           |
| Aliaksandr Makaranka | -94 kg (m)  |           |           |
| Yauheni Zharnasek    | +105 kg (m) |           |           |
|                      |             |           |           |
| Nastassia Novikava   | -58 kg (v)  |           |           |
| Dzina Sazanavets     | -69 kg (v)  |           |           |
| Maryna Shkermankova  | -69 kg (v)  | Brons     |           |
| Iryna Kulesha        | -75 kg (v)  |           |           |

### Gymnastiek
| Olympiër | Onderdeel            | Resultaat            | Prestatie            |
| Ritmische gymnastiek                                                                                                 | Ritmische gymnastiek | Ritmische gymnastiek | Ritmische gymnastiek |
| --- | -------------------- | -------------------- | -------------------- |
| Ljoeboe Tsjarkasjina                                                                                                 | meerkamp (v)         | Brons                |                      |
| Melitina Staniouta                                                                                                   | meerkamp (v)         |                      |                      |
| Marina Hancharova Anastasija Ivankova Natalia Lechtsjoek Aliaksandra Narkevitsj Ksenia Sankovitsj Alina Toemilovitsj | meerkamp, team (v)   | Zilver               |                      |
| Turnen |                      |                      |                      |
| Dzmitry Kaspiarovich                                                                                                 | meerkamp (m)         |                      |                      |
| |                      |                      |                      |
| Nastassia Marachkouskaya                                                                                             | meerkamp (v)         |                      |                      |

### Judo
| Olympiër        | Onderdeel | Resultaat | Prestatie |
| --------------- | --------- | --------- | --------- |
| Yauhen Biadulin | -100 kg   |           |           |
| Igor Makarov    | +100 kg   |           |           |

### Kanovaren
| Olympiër                                                      | Onderdeel    | Resultaat | Prestatie |
| ------------------------------------------------------------- | ------------ | --------- | --------- |
| Dzianis Harazha                                               | C1 200m (m)  |           |           |
| Aleh Yurenia                                                  | C1 1000m (m) |           |           |
| Aliaksandr Bahdanovitsj Andrei Bahdanovitsj                   | C2 1000m (m) | Zilver    |           |
| Vadzim Machnew Raman Pjatroesjenka                            | K2 200m (m)  |           |           |
|                                                               |              |           |           |
| Volha Khudzenka Iryna Pamialova Nadzeya Papok Maryna Pautaran | K4 500m (v)  | Brons     | 1.31,400  |

### Moderne vijfkamp
| Olympiër             | Onderdeel | Resultaat | Prestatie |
| -------------------- | --------- | --------- | --------- |
| Dzmitry Meliakh      | mannen    |           |           |
| Stanislau Zhurauliou | mannen    |           |           |
|                      |           |           |           |
| Anastasia Prokopenko | vrouwen   |           |           |
| Hanna Vasilionak     | vrouwen   |           |           |

### Paardensport
| Olympiër                       | Onderdeel | Resultaat | Prestatie |
| ------------------------------ | --------- | --------- | --------- |
| Aliaksandr Faminou op Pasians  | eventing  |           |           |
| Alena Tseliapushkina op Passat | eventing  |           |           |

### Roeien
| Olympiër                                                                   | Onderdeel       | Resultaat | Prestatie |
| -------------------------------------------------------------------------- | --------------- | --------- | --------- |
| Aliaksandr Kazubouski Vadzim Lialin Dzainis Mihal Stanislau Shcharbachenia | vier-zonder (m) |           |           |
|                                                                            |                 |           |           |
| Ekaterina Karsten-Khodotovitch                                             | skiff (v)       |           |           |

### Schermen
| Olympiër                                           | Onderdeel      | Resultaat | Prestatie |
| -------------------------------------------------- | -------------- | --------- | --------- |
| Aliaksandr Buikevich                               | sabel (m)      |           |           |
| Dmitri Lapkes                                      | sabel (m)      |           |           |
| Valery Pryiemka                                    | sabel (m)      |           |           |
| Aliaksandr Buikevich Dmitri Lapkes Valery Pryiemka | sabel team (m) |           |           |

### Schietsport
| Olympiër              | Onderdeel                | Resultaat | Prestatie |
| --------------------- | ------------------------ | --------- | --------- |
| Yury Dauhapolau       | 10 m luchtpistool (m)    |           |           |
| Kanstantsin Loekasjyk | 10 m luchtpistool (m)    |           |           |
| Andrei Kazak          | 50m pistool (m)          |           |           |
| Illia Charheika       | 10 m luchtgeweer (m)     |           |           |
| Vitali Bubnovich      | 10 m luchtgeweer (m)     |           | ?         |
| Vitali Bubnovich      | 50 m kkg 3-houdingen (m) |           | ?         |
| Yury Shcherbatsevich  | 50 m kkg 3-houdingen (m) |           |           |
| Sergei Martynov       | 50 m kkg liggend (m)     |           |           |
| Andrei Kavalenka      | trap (m)                 |           |           |
|                       |                          |           |           |
| Viktoria Chaika       | 10 m luchtpistool (v)    |           |           |
| Viktoria Chaika       | 25 m pistool (v)         |           |           |

### Schoonspringen
| Olympiër           | Onderdeel     | Resultaat | Prestatie |
| ------------------ | ------------- | --------- | --------- |
| Timofei Hordeichik | 10m toren (m) |           |           |
| Vadim Kaptur       | 10m toren (m) |           |           |

### Tafeltennis
| Olympiër             | Onderdeel     | Resultaat | Prestatie |
| -------------------- | ------------- | --------- | --------- |
| Vladimir Samsonov    | enkelspel (m) |           |           |
|                      |               |           |           |
| Viktoria Pavlovitsj  | enkelspel (v) |           |           |
| Aleksandra Privalova | enkelspel (v) |           |           |

### Tennis
| Olympiër                      | Onderdeel          | Resultaat | Prestatie |
| ----------------------------- | ------------------ | --------- | --- |
| Alexander Bury Maks Mirni     | dubbelspel (m)     | 1e ronde  | 1e ronde: IND Mahesh Bhupathi / Rohan Bopanna 6-7(4), 7-6(4), 6-8 |
|                               |                    |           | |
| Viktoryja Azarenka            | enkelspel (v)      | Brons     | 1e ronde: ROU Irina-Camelia Begu 6-1, 3-6, 6-1 2e ronde: ESP María José Martínez Sánchez 6-1, 6-2 3e ronde: RUS Nadja Petrova 7-6(8), 6-4 kwartfinale: GER Angelique Kerber 6-4, 7-5 halve finale: USA Serena Williams 1-6, 2-6 om brons: RUS Maria Kirilenko 6-3, 6-4 |
|                               |                    |           | |
| Viktoryja Azarenka Maks Mirni | gemengd dubbelspel | Goud      | 1e ronde: GER Angelique Kerber / Philipp Petzschner 6-2, 6-2 kwartfinale: IND Sania Mirza / Leander Paes 7-5, 7-6(5) halve finale: USA Lisa Raymond / Mike Bryan 3-6, 6-4, [10-7] Finale: GBR Laura Robson / Andy Murray 2-6, 6-3, [10-8]                              |

### Voetbal
| Olympiër | Onderdeel | Resultaat | Prestatie                                                                                 |
| --- | --------- | --------- | ----------------------------------------------------------------------------------------- |
| Illya Aleksiyevich Dzmitry Baha Renan Bressan Stanislaw Drahun Mikhail Gordeichuk Alyaksey Hawrylovich Alyaksandr Hutar Sergej Kornilenko Alyaksey Kazlow Uladzimir Khvashchynski Ihar Kuzmyanok Syarhey Palitsevich Denis Poljakov Artsyom Salavey Andrey Shcharbakow Andrey Varankow Maksim Vitus Yahor Zubovich | mannen    | 1e ronde  | Groepsfase: Wit-Rusland 1-0 Nieuw-Zeeland Wit-Rusland 1-3 Brazilië Wit-Rusland 1-3 Egypte |

### Wielersport
| Olympiër                                                     | Onderdeel              | Resultaat | Prestatie      |
| ------------------------------------------------------------ | ---------------------- | --------- | -------------- |
| Olga Panarina                                                | keirin (v)             |           |                |
| Olga Panarina                                                | olympische sprint (v)  |           |                |
| Tatsiana Sharakova                                           | omnium (v)             |           |                |
| Alena Dylko Maryia Lohvinava Aksana Papko Tatsiana Sharakova | ploegachtervolging (v) |           |                |
|                                                              |                        |           |                |
| Vasil Kiryjenka                                              | tijdrit (m)            |           |                |
| Vasil Kiryjenka                                              | wegwedstrijd (m)       | dnf       | niet gefinisht |
| Jawhen Hoetarovitsj                                          | wegwedstrijd (m)       | 53e       | 5u54'37        |
| Branislaw Samojlaw                                           | wegwedstrijd (m)       | 78e       | 5u54'37        |
|                                                              |                        |           |                |
| Alena Amjaljoesik                                            | wegwedstrijd (v)       | 15e       | 3u35'56        |

### Worstelen
| Olympiër              | Onderdeel      | Resultaat      | Prestatie      |
| Grieks-Romeins        | Grieks-Romeins | Grieks-Romeins | Grieks-Romeins |
| --------------------- | -------------- | -------------- | -------------- |
| Elbek Tazhyieu        | -55 kg (m)     |                |                |
| Aliaksandr Kikiniou   | -74 kg (m)     |                |                |
| Alim Selimau          | -84 kg (m)     |                |                |
| Tsimafei Dzeinichenka | -96 kg (m)     |                |                |
| Ioseb Chugoshvili     | -120 kg (m)    |                |                |
| Vrije stijl           |                |                |                |
| Ali Shabanau          | -66 kg (m)     |                |                |
| Soslan Gattsiev       | -84 kg (m)     |                |                |
| Ruslan Sheikhau       | -96 kg (m)     |                |                |
| Alexei Shemarov       | -120 kg (m)    |                |                |
|                       |                |                |                |
| Vanesa Kaladzinskaya  | -48 kg (v)     |                |                |
| Vasilisa Marzalyuk    | -72 kg (v)     |                |                |

### Zeilen
| Olympiër             | Onderdeel        | Resultaat | Prestatie |
| -------------------- | ---------------- | --------- | --------- |
| Mikalai Zhukavets    | rs:x (m)         |           |           |
|                      |                  |           |           |
| Tatiana Drozdovskaya | laser radial (v) |           |           |

### Zwemmen
| Olympiër                                                                     | Onderdeel        | Resultaat | Prestatie |
| ---------------------------------------------------------------------------- | ---------------- | --------- | --------- |
| Yauhen Tsurkin                                                               | 100m vrij (m)    |           |           |
| Uladzimir Zhyharau                                                           | 1500m vrij (m)   |           |           |
| Pavel Sankovich                                                              | 100m rug (m)     |           |           |
| Pavel Sankovich                                                              | 100m vlinder (m) |           |           |
| Yury Suvorau                                                                 | 400m wissel (m)  |           |           |
|                                                                              |                  |           |           |
| Sviatlana Khakhlova                                                          | 50m vrij (v)     |           |           |
| Aleksandra Gerasimenia                                                       | 50m vrij (v)     | Zilver    | 24,28     |
| Aleksandra Gerasimenia                                                       | 100m vrij (v)    | Zilver    | 53,38     |
| Aleksandra Gerasimenia                                                       | 100m vlinder (v) |           |           |
| Aksana Dziamidava Aleksandra Gerasimenia Sviatlana Khakhlova Yuliya Khitraya | 4×100m vrij (v)  |           |           |

Afghanistan · Albanië · Algerije · Amerikaanse Maagdeneilanden · Amerikaans-Samoa · Andorra · Angola · Antigua en Barbuda · Argentinië · Armenië · Aruba · Australië · Azerbeidzjan · Bahama's · Bahrein · Bangladesh · Barbados · België · Belize · Benin · Bermuda · Bhutan · Bolivia · Bosnië en Herzegovina · Botswana · Brazilië · Britse Maagdeneilanden · Brunei · Bulgarije · Burkina Faso · Burundi · Cambodja · Canada · Centraal-Afrikaanse Republiek · Chili · China · Chinees Taipei · Colombia · Comoren · Congo-Brazzaville · Congo-Kinshasa · Cookeilanden · Costa Rica · Cuba · Cyprus · Denemarken · Djibouti · Dominica · Dominicaanse Republiek · Duitsland · Ecuador · Egypte · El Salvador · Equatoriaal-Guinea · Eritrea · Estland · Ethiopië · Fiji · Filipijnen · Finland · Frankrijk · Gabon · Gambia · Georgië · Ghana · Grenada · Griekenland · Groot-Brittannië · Guam · Guatemala · Guinee · Guinee‑Bissau · Guyana · Haïti · Honduras · Hongarije · Hongkong · Ierland · IJsland · India · Indonesië · Irak · Iran · Israël · Italië · Ivoorkust · Jamaica · Japan · Jemen · Jordanië · Kaaimaneilanden · Kaapverdië · Kameroen · Kazachstan · Kenia · Kirgizië · Kiribati · Koeweit · Kroatië · Laos · Lesotho · Letland · Libanon · Liberia · Libië · Liechtenstein · Litouwen · Luxemburg · Macedonië · Madagaskar · Malawi · Maldiven · Maleisië · Mali · Malta · Marshalleilanden · Marokko · Mauritanië · Mauritius · Mexico · Micronesië · Moldavië · Monaco · Mongolië · Montenegro · Mozambique · Myanmar · Namibië · Nauru · Nederland · Nepal · Nicaragua · Nieuw-Zeeland · Niger · Nigeria · Noord-Korea · Noorwegen · Oeganda · Oekraïne · Oezbekistan · Oman · Oostenrijk · Oost-Timor · Pakistan · Palau · Palestina · Panama · Papoea-Nieuw-Guinea · Paraguay · Peru · Polen · Portugal · Puerto Rico · Qatar · Roemenië · Rusland · Rwanda · Saint Kitts en Nevis · Saint Lucia · Saint Vincent en Grenadines · Salomonseilanden · Samoa · San Marino · Sao Tomé en Principe · Saoedi-Arabië · Senegal · Servië · Seychellen · Sierra Leone · Singapore · Slovenië · Slowakije · Soedan · Somalië · Spanje · Sri Lanka · Suriname · Swaziland · Syrië · Tadzjikistan · Tanzania · Thailand · Togo · Tonga · Trinidad en Tobago · Tsjaad · Tsjechië · Tunesië · Turkije · Turkmenistan · Tuvalu · Uruguay · Vanuatu · Venezuela · Verenigde Arabische Emiraten · Verenigde Staten · Vietnam · Wit-Rusland · Zambia · Zimbabwe · Zuid-Afrika · Zuid-Korea · Zweden · Zwitserland · Onafhankelijke atleten